# Dadapan (Balong)
Dadapan is een bestuurslaag in het regentschap Ponorogo van de provincie Oost-Java, Indonesië. Dadapan telt 1329 inwoners (volkstelling 2010).